# Noisy-le-Sec
Noisy-le-Sec (franskt uttal: [nwazi lə sɛk]
 ( lyssna)) är en kommun i departementet Seine-Saint-Denis i regionen Île-de-France i norra Frankrike. Kommunen ligger i kantonen Bobigny som tillhör arrondissementet Bobigny. År 2022 hade Noisy-le-Sec 45 915 invånare.
Noisy-le-Sec är en förortskommun till Paris, och ligger 8,6 kilometer öster om Paris centrum.

## Befolkningsutveckling
| Befolkningsutvecklingen i Noisy-le-Sec 1968–2021 | Befolkningsutvecklingen i Noisy-le-Sec 1968–2021 | Befolkningsutvecklingen i Noisy-le-Sec 1968–2021 | Befolkningsutvecklingen i Noisy-le-Sec 1968–2021 | Befolkningsutvecklingen i Noisy-le-Sec 1968–2021 |
| ------------------------------------------------ | ------------------------------------------------ | ------------------------------------------------ | ------------------------------------------------ | ------------------------------------------------ |
|                                                  |                                                  |                                                  |                                                  |                                                  |
| År                                               |                                                  |                                                  | Folkmängd                                        |                                                  |
| 1968                                             | 1968                                             |                                                  | 34 079                                           |                                                  |
| 1975                                             | 1975                                             |                                                  | 37 734                                           |                                                  |
| 1982                                             | 1982                                             |                                                  | 36 880                                           |                                                  |
| 1990                                             | 1990                                             |                                                  | 36 309                                           |                                                  |
| 1999                                             | 1999                                             |                                                  | 37 312                                           |                                                  |
| 2007                                             | 2007                                             |                                                  | 38 802                                           |                                                  |
| 2015                                             | 2015                                             |                                                  | 43 390                                           |                                                  |
| 2021                                             | 2021                                             |                                                  | 46 094                                           |                                                  |